# Токарня
Тока́рня (пол. Tokarnia)  — лемківське село в Польщі, у гміні Буківсько Сяноцького повіту Підкарпатського воєводства.
Населення — 228 осіб (2011).

## Розташування
Знаходиться за 4 км на південний захід від Буківсько, 16 км на південний захід від Сяніка, 65 км на південь від Ряшева.

## Історія
Перша згадка припадає на 1526 р. До 1772 р. село входило до складу Сяноцької землі Руського воєводства Речі Посполитої. З 1772 до 1918 року — у межах Сяніцького повіту Королівства Галичини та Володимирії монархії Габсбургів (з 1867 року Австро-Угорщини).
Наприкінці XIX ст. розпочато видобуток нафти.
У 1892 р. в селі було 68 будинків і 441 мешканець (403 грекокатолики, 29 римокатоликів і 9 юдеїв).
У 1939 році в селі проживало 700 мешканців, з них 650 українців, 35 поляків і 15 євреїв. Село входило до Сяніцького повіту Львівського воєводства.
Після війни частину українського населення виселено в 1944—1946 р. до СРСР. Решту тероризували і вбивали польське військо і банди поляків, вцілілих 76 українців 28.04.1947 було зігнано Польським військом до гетто в Буківську, а далі через станцію Писарівці депортовано в ході операції «Вісла» на північні понімецькі землі (Гданський повіт, Битівський повіт).
У 1975—1998 роках село належало до Кросненського воєводства.

## Демографія
Демографічна структура станом на 31 березня 2011 року:
|          | Загалом | Допрацездатний вік | Працездатний вік | Постпрацездатний вік |
| -------- | ------- | ------------------ | ---------------- | -------------------- |
| Чоловіки | 138     | 45                 | 84               | 9                    |
| Жінки    | 90      | 18                 | 56               | 16                   |
| Разом    | 228     | 63                 | 140              | 25                   |

## Церква
Парафіяльна дерев'яна церква Успіння Пресвятої Богородиці збудована в 1884 р. (з 1930 р. — Буківський деканат), метричні книги велися з 1784 р.

## Уродженці
- Гумецький Модест — лікар, поет, бургомістр Коросна.